# Koszmosz–37
A Koszmosz–37 (oroszul: Космос–37) a szovjet Koszmosz műhold-sorozat tagja, Zenyit–2 felderítő műhold.

## Küldetés
Polgári és katonai űrkutatási programot hajtott végre, adatgyűjtést folytatva a Föld sugárzási övezeteinek vizsgálatához. Az emberes űrkutatási program végrehajtását segítette.

## Jellemzői
Kettős, katonai és polgári (tudományos) rendeltetésű, az OKB–1 tervezőirodában kifejlesztett műhold. A Zenyit–2 ember szállítására fejlesztett űreszköz, hasznos terében helyezték el a műszereket.
1964. augusztus 14-én a Bajkonuri űrrepülőtér indítóállomásról egy Vosztok–2 (8А92) típusú hordozórakétával juttatták alacsony Föld körüli pályára. A 89,4 perces, 64,9 fokos hajlásszögű, elliptikus pálya elemei: perigeuma 203 kilométer, apogeuma 285 kilométer volt. Hasznos tömege 4730 kilogramm. A sorozat felépítését, szerkezetét, alapvető fedélzeti rendszereit tekintve egységesített, szabványosított tudományos-kutató űreszköz. Áramforrása kémiai akkumulátor, szolgálati ideje maximum 12 nap.
A Föld felső atmoszférája fontos szerepet játszik a felszíni és a műholdas kommunikációban és navigációban, sűrűsége befolyásolja az alacsony Föld körüli pályán (LEO) keringő műholdak élettartamát. A fedélzeten elhelyezett rádióadó által sugárzott jelek fáziskülönbségének méréséből következtetéseket lehetett levonni az ionoszféra szerkezetéről. Az éjszakai ionoszféra F-rétege magasságbeli és kiterjedésbeli inhomogenitásainak mérése a 20 MHz-es fedélzeti adó jeleinek fluktuációváltozásaiból történt. Kamerái SZA-10 (0,2 méter felbontású), SZA-20 (1 méter felbontású) típusú eszközök voltak.
1964. augusztus 22-én 8 nap után, földi parancsra belépett a légkörbe és hagyományos módon – ejtőernyős leereszkedés – visszatért a Földre.